# 川口徳一
川口 徳一（かわぐち とくいち、1939年（昭和14年）11月8日 - ）は、日本の政治家。元新潟県両津市（現・佐渡市）長（3期）。

## 来歴
新潟県佐渡郡両津町（のち両津市、現・佐渡市）出身。1958年、新潟県立両津高等学校卒。地元の漁業協同組合に入り、参事を務める。1995年の両津市長選挙に立候補し初当選する。1999年、2003年と続けて当選した。2004年に両津市は合併で佐渡市となり、合併後の佐渡市長選挙に立候補したが、元真野町長の高野宏一郎に敗れた。4年後の佐渡市長選挙に再び立候補したが落選した。